# الکساندر ایووش
الکساندر ایووش (انگلیسی: Aleksandar Ivoš؛ ۲۸ ژوئن ۱۹۳۱ – ۲۴ دسامبر ۲۰۲۰) بازیکن فوتبال اهل یوگسلاوی بود.
از باشگاه‌هایی که در آن بازی کرده‌است می‌توان به باشگاه فوتبال جنوآ و باشگاه فوتبال وویوودینا اشاره کرد.
وی همچنین در تیم ملی فوتبال یوگسلاوی بازی کرده‌است.